# ژوآو آلمیدا (بازیکن فوتبال)
ژوآو آلمیدا (پرتغالی: João Almeida؛ زادهٔ ۳ ژوئیهٔ ۱۹۴۷) بازیکن فوتبال اهل برزیل بود.
از باشگاه‌هایی که در آن بازی کرده است می‌توان به باشگاه فوتبال کورینتیانس اشاره کرد.
وی همچنین در تیم ملی فوتبال برزیل بازی کرده است.